# Ematurga carbonaria
Ematurga carbonaria är en fjärilsart som beskrevs av Philogène Auguste Joseph Duponchel 1830. Ematurga carbonaria ingår i släktet Ematurga och familjen mätare. Inga underarter finns listade i Catalogue of Life.